# Психоонкологија
Психоонкологија је посебна област у медицини заснована на примени психотерапијских интервенција за време лечења онколошких болесника. Психоонкологија је релативно нова научна дисциплина која комбинује проучавање биолошких и психолошких фактора повезих са појавом и лечењем рака (канцера). Разлози који су утицали на развој интересовања за ову област била су бројна истраживања фокусирана на идентификовање могуће везе између психолошких фактора и етиологије, или напредовања рака - изучавањем психолошких фактора који могу утицати на морбидитет и морталитет разбољевања од рака.
Реакција на болест је својствена сваком пацијенту, али на путу лечења постоје периоди који су код већине пацијената веома захтевни. Сазнати за дијагнозу малигне болести за све нас страшније је од било које друге дијагнозе (примера ради, 40% људи сматра рак најстрашнијом болешћу). Оно што додатно отежава функциомисање пацијената са овом дијагнозом је преплављујући осећај губитка контроле над сопственим животом, његовим током и садржајем и на крају његовим завршетком.
Након појаве симптома који упућују на малигно обољење, код пацијента се ствара велика напетост која, након што ове сумње буду потврђене, прераста у прави „емоционални ураган“. На почетку терапијског процеса осећаји туге, љутње, очаја, често се замењују оптимизмом и надом у излечење. Ово код болесника олакшава осећај краткорочних губитака, попут нежељених дејстава терапије (повраћања, мучнине, губитак косе) или измене свакодневне активности у име дугорочног добитка - продужења живота. Страх од поновног враћања малигних болести може покварити радост и задовољство болесника због завршетка терапије и враћање активном начину живота. Но, свакако је за болесника и његову породицу најтеже пронаћи снагу када лечење замени палијативно збрињавање. Имајући у виду наведене чињенице у први план психоонкологије, као њен главни циљ, искристалисао се задатак ублажавања и уклањање тегоба и успостављање психичке равнотеже код болесника оболелих од онколошких болести.
Активности психоонколога (психијатара и психолога) данас се базирају на два основна принципа: истраживању која у циљу проналажења свих доступних одговора на питања шта у настајању болести и њеном лечењу штити, а шта штетно делује, и психотерапијском приступу болесницима на онколошким одељењима, који укључује информативно-едукативне састанке са болесницима (индивидуалне или групне), групну психотерапију, индивидуалне психотерапијске интервенције, консултације психијатра са онколозима и рад са породицом онколошког болесника.

## Историја
Од давнина је позната, а много векова касније и научно доказана, чињеница да су тело и психа повезани и „да се не може лечити тело ако се не лечи душа” (Сократ, 470—399 п. н. е).
У 2.веку нове ере, римски лекар Гален скренуо је пажњу на чињеницу да су жене у депресивном стању мање отпоране на појаву рака (канцера) него жене које нису у депресији. После Галена и многи други лекари главни узрок појаве рака приписују животним проблемима, невољама и тузи. Француски физиолог Дизеи-Гендрон 1701. је претпостављао, на основу својих запажања да се „рак развија после катастрофе, која је код пацијента изазвала много брига“. Док 1783, Џон Баруз узрок рака описао као „непријатна искуства душе, која су много година мучила пацијента“.
У рускоој медицинске литературе 18.века наводи се „да је узрок рака дугогодишња туга“.
Карл Густав Јунг, швајцарски психијатар и психолог, оснивач аналитичке или комплексне психологије у којој се разликују лично и колективно несвесно, веровао је да у неким случајевима узроци рака могу да буду психолошки феномени.
Развој савремене психоонкологије започео је у другој половини 20. века, пре свега као одговор на утицај карцинома и других тумора на чланове породице и здравствене професионалце и интерес за психијатријске, психолошке и социјалне факторе и проблеме онколошких болесника који утичу на успешну превенцију и лечење карцинома. Тако су започела, од 50-их година прошлога века, бројна истраживање утицаја психосоцијалних чинилаца на појаву и ток лечења карцинома из којих су произашли бројни написи у психијатријској и психосоматској литератури (1950—1952), у којој по први пут психијатри иступају са ставом да болесника треба упознати са дијагнозом тумора. Током 1950. године настало је и прво психијатријско одељење у оквиру Меморијалног центра за туморе „Sloan Keterinng“ у Затерланду.
Седамдесетих година 20. века формирају се национални планови за туморе који укључују рехабилитацију и контролу тумора, а психоонкологија доживљава експанзију. Објављене су бројне психосоцијалне студије, а започео је и такозвани „Пројекат Омега“, а психосоцијална колаборативна онколошка група почела је по први пут са радом. Прва Национална конференција о психосоцијалним истраживањима одржана је 1975, након које почела да ради и прва психосоцијална група, која се бавила и психосоцијалним проблемима деце оболеле од тумора.
Осамдесетих година 20. века одржане су 4 конференције о психоонкологији а Америци је основан Одбор за надзор психосоцијалних истраживања. Године 1984. основано је прво Међународно психоонколошко друштво, а потом и бројна слична друштва широм света. 
У даљем следу догађаја све напред наведено довело је до постепеног развоја психоонкологије као посебне психијатријске дисциплине, јер је истраживањима утврђено да се клинички изазов за онколога разликује од очекиваног и пролазног дистреса повезаног с карциномом од прекомерног и онеспособљавајућег дистреса који захтева психијатријско збрињавање, и да око једна трећина онколошких болесника поседује ниво дистреса који захтева психијатријску процену и лечење.
Психоонкологија у 21. веку све више истражује психичке факторе у оквирима мултидидисциплинарног разумевања малигних обољења у која су укључене дијагностичке, терапијске, едукативне и истраживачке активности психијатра, тј. онколошког тима у онколошким институцијама. У том циљу у лечењу уобичајених психијатријских поремећаја користе се психотерапијске и фармакотерапијске интервенције, а све бројнија истраживања и клиничка пракса допринели су бољем разумевању психосоцијалних питања онколошких болесника у свим стадијумима болести. У склопу ове гране развијени су и разни едукативни програми и практични клинички алгоритми.
У последње две деценије психоонкологија се нагло развија као посебна грана медицине и психијатрије (у неким земљама као субспецијализација из онкологије, а у другима као субспецијализације у оквиру консултативно-сарадничке психијатрије или психосоматске медицине), са циљем да се схвате и изуче вишеструки психосоцијални утицаји на онколошке болеснике и пронађу оптимални терапијски приступи у свим фазама лечења малигних тумора.

## Интердисциплинарни приступ онколошком болеснику
Малигна болест је један од највећих јавноздравствених проблема у свету и други узрок смрти, са глобалном инциденција која је у свету послединјих 70 година порасла као резултат убрзаног старења становништва у бројним земљама и повећаног излагања разним ризичним факторима (пушењу, нередовној и неадекватној исхрани, телесној неактивности, карциногеним супстанцама). Савремена истраживања и клиничка пракса указала је да отприлике половина онколошких болесника има и разне психијатријско/психолошке коморбидитетне поремећаје који захтевају оптималну дијагностику, терапију и дугорочно збрињавање не само болесника већ и чланова њихових породица.
У медицини, све више преовладава став да онколошка болест не погађа само соматски ниво (органе), доступне онкологу, већ и психички, социјални и духовни ниво, што чини нову парадигму приступа малигним болестима. Зато се у лечењу онколошких болесника све више примењује нтердисциплинарни приступ који укључује психијатра,психотерапеута, физиотерапеута, клиничког психолог, дефектолога, социјалног радника и друге медицинске и немедицинске специјалности.
Синтетички или интердисциплинарни приступ још више долази до изражаја након психолошког ангажовања породице оболелог, будући да болест често пројектује и на њих, као и на емоционални ниво здравственог особља. То комплексно подручје обухвата психоонкологија.

## Задаци психоонкологије
У почетној развојној фази психоонкологије се првенствено бавила психоаналитичком формулацијом болести, као што су трауматски догађаји, рана породична динамика, несвесни сексуални конфликти и црте личности етиолошки повезиване с појавом карцинома.
Нешто касније психоонкологија мења своје интересовање и бави се истраживањем и развојем два врло значајна подручја у психоонкологији која обухватају: 
- серију студија из подручја психобиологије стреса,[20]
- развоја консултативно-сарадничке психијатрије.[21]

Данас се савремена психоонкологија примарно бави:
- Психолошким реакцијама болесника на малигне туморе, чланова његове породице и других пружаоца помоћи.
- Квалитетом односа између болесника и лекара, на свим нивоима здравствене заштите, код свих стадијума малигних тумора и током свих облика лечења, што може имати значајан утицај на болесника при сваком сусрету са лекаром.
- Психолошким, понашањем и биолошким и социјалним факторима ризика који утичу на развој малигног тумора, његово откривање, лечење и преживљавање.
- Истражибвањем многобројних психонеуроимунолошких механизми могуће повезаности психолошког и биолошког у настанку и току болести.
- Истраживањем механизама којима цитокини утичу на „понашање у току болести“, као могуће биолошке основе за заједничке симптоме; депресије, анксиозности, слабости, умора, и когнитивних промена код онколошких болесника.

## Теорије о психосоматском узроку онколошких болести
Након многобројних истраживања етиопатогенезе, клиничке слике и прогнозе малигним болести који је омогућио развој савремене медицинске науке, дошло се до сазнања да на успех лечења онколошких болесника не утичу само стадијум болести, хистолошки тип тумора, степен малигнитета и начин лечења, већ и бројни психички фактори. Бројне истраживачке и клиничке студије анализирале су повезаност малигних тумора са одређеним структурама личности, и генетичке предиспозиције сваке личности понаособ, као једног од основних биолошких фактора који имају значајну улогу у настанку малигних болести.
Све теорије о психосоматском пореклу онколошких болести могу се сврстати у пермисивнеи каузалне:
Пермисивна теорија о узроку онколошких болести
Пермисивна теорија је умереније и претпоставља да су психогени фактори не делују директно канцерогено, већ да други непосредни изазивачи омогућавају да малигна оштећења ткива и органа дођу до изражаја.
Каузална теорија о узроку онколошких болести
Каузалне теорије су многобројне, али од њих треба навести ону која указује да се несвесни конфликти своју експресију налазе на телесном плану. У овој теорији говори се о изражавању енергије либида на том плану. Због неконтролисаног раста ћелије често се употребљава назив „схизофренија на соматском плану“.
Неке теорије говоре и о томе да се због реалнога или фантазиранога губитка објекта на телесном плану необузданим бујањем новога ткива симболички поново ствара изгубљени објекат.
У теоријским објашњењима појаве онколошких болести важну улогу има и теорија стреса. Која психолошки стрес директно повезује са имунолошким одговором, односно смањеном брзином опоравком ДНА која је оштећена у имунодефицијенцији, што на крају завршава малигном алтерацијом и апоптозом ћелија. Бројна истраживања такође указују на могућа дејства бихевиоралних и психолошких фактора на ћелијски имуни одговор, укључујући НК-ћелије које директно утичу на раст и развој појединих тумора. Под утицајем стреса долази до слабљења одбрамбених снага организма (пре свега ендокриног и имуног система). При томе није важан само врста и интензитет стресора, већ и способност појединца да се с њим суочи.
Психолошки фактори који би могли утицати на појаву онколошке болести су стресни животни догађаји, социјални односи и подршка околине, индивидуални фактори, суочавање са болешћу, негативне емоционалне реакције, психијатријски поремећаји и потискивање осећаја.

## Психолошки одговор болесника са малигном болешћу
Након првог упознавања са дијагнозом малигне болести у пацијентима се јавља интензивније емоционална реакције него она у сусрету са било којом другом болешћу. Код већине пацијената она је повезана са његовом одређеном представом која са једне стране има реалну, а са друге стране метафоричну подлогу што доводи до стварања одбрамбених механизама што треба уважавати у терапијском процесу.
Уобичајени страхови код онколошких болесника су:
- онеспособљеност,
- промена телесног изгледа,
- могућност смртног исхода.

Прва реакција болесника на сумњу или сазнање да болује од малигне болест је страх од смрти, која може довести до развоја напада панике или других сличних поремећаја. Особа суочене са смрћу пролази кроз различита душевна стања или фазе (нпр фазу непризнавања и усамљивања, фазу гнева, фазу цењкања, фазу депресије и, на крају, фазу прихватања).
Најчешће одбрамбени механизми којима се онколошки болесник користи су порицање, регресија, пројекција и потискивање. Успешност остварене „одбране“ не зависи само од снага болесниковог „Ега“, који је формиран у периоду развоја болесникове личности, него донекле и од актуелних, објектних односа унутар породице, али и односа са онкологом.
Начин који изабере онколог за саопштава дијагнозе значајно утиче на болесников афективни одговор, „тако да се у случају недостатка емпатије болесници годинама сећају болног искуства саопштавања лоше вести.“ Значај добрих комуникационих вештина је критични момент квалитетне бриге о онколошком болеснику.
У савременој онкологији постоје алгоритми за саопштавање лоших вести, развој емпатијског слушања и других вештина и терапијских планова који уважавају индивидуалне потребе болесника. Паралелно са прихватањем жалости, пацијенту треба давати и наду за побољшавајуће прилагођавање на стварност која је често пуна дистреса. На доњој табели приказано је како дијагноза код баолесника ствара период очекиване кризе са разумљивим емоционалним реакцијама.
Очекивани одговор пацијента на лошу вест
| Стадијум                | Симптоми | Временски период                                                        |
| ----------------------- | --- | ----------------------------------------------------------------------- |
| Први Иницијални одговор | - Неверица - Порицање - Очај | - Краће од 7 дана                                                       |
| Други Дисфорија         | - Анксиозност, депресивно расположење - Лоша концентрација, несаница - Неспособност функционисања                                              | - Од 7-14 дана - Варира                                                 |
| Трећи Прилагођавање     | - Прихватање истинитости информације и суочавања са могућностима лечења - Проналажење разлога за оптимизам и повратак уобичајеним активностима | - Почиње након 14 дана - Траје месецима - Може или не мора бити успешно |

## Фактори прилагођавања на малигну болест
Способност препознавања психолошких и социјалних фактора који су предиктори успешног или неуспешног прилагођавања на малигну болест омогућавају рану идентификацију „рањивијих“ појединаца.
Фактори прилагођавања на малигну болест су од изузетног значаја за дијагностику и лечења онколошких болести (хируршко лечење, хемотерапија, радиотерапија, хормонална терапија). На органском нивоу, малигни тумор може изазвати значајне промене у телу и доживљавање сопственог тела од стране болесника, а тип тумора, његов степен развоја, утиче на биолошке карактеристике и ток лечења због различитог емоционалног одговора болесника.
| „ | Онколошки болесници морају се суочити и са бројним другим психолошким проблемима, као што су емоционална нестабилност, промена перспективе о будућности, осећаји усамљености, напуштености, маргинализације, стигматизације, интерперсонални проблеми, а сви ови проблеми могу се јавити током различитих фаза болести и лечења са врло различитим психолошким последицама. | ” |

Фактори који утичу на психолошко прилагођавање туморском процесу и предиктори лошег суочавања са малигним тумором (нпр карциномом) приказани су у доњим табелама.
| Фактори који утичу на психолошко прилагођавање малигном тумору |
| --- |
| Друштвени - Отворена расправа о дијагнози - Познавање могућности лечења, прогнозе и партнерског односа у лечењу - Уобичајена веровања (нпр стрес изазива тумор) |
| Болесник Интраперсонални фактори - Развојни стадијум у време откривања малигног тумора и значење циљева (нпр брак, деца) - Способност суочавања; емоционална зрелост у време појаве малигног тумора, филозофска, духовна или религиозна веровања која могу утицати на суочавање са болешћу Интерперсонални фактори Партнер, породица, пријатељи - Социјална подршка Социо-економски фактори |
| Малигни тумор - Квалитет психолошке подршке од стране онколога и осталог особља укљученог у процес лечења |

| Неки од предиктора лошег суочавања са малигном болешћу |
| --- |
| - Лош социјално-економски статус - Социјална изолација - Раније психијатријске болести у анамнези - Злоупотреба алкохола или дроге - Недавни губици (жалост) - Раније стечена искуства са малигном болешћу (нпр смрт у породици) - Песимистички начин живота-размишљања - Нееластичност и ригидан начин „одбране“ - Многобројне обавезе - Недостатак вере у животне вредности |

## Најчешћи психијатријски поремећаји код онколошких болесника
Бројна истраживања као и досадашња искуства из клиничке праксе указују да отприлике 30% до 50% онколошких болесника, поред малигне болести, пате и од разних психијатријско-психолошких поремећаје који захтевају правовремену и адекватну дијагностику и терапију. На то код онколошких болесника утичу бројни предиспонирајући чиниоци одговорни за развој психијатријских поремећаје,, као што су: разни органски фактори, природа болести, утицаји лечења, смањен фертилитет, претходни стрес и психијатријски поремећаји, нарушена комуникација са породицом итд.
Најзначајнији психијатријско-психолошки проблеми који су диганостиковани код онколошких болесника су: 
- депресивни поремећаји,
- поремећаји прилагођавања
- посттрауматски стресни поремећај (ПТСП)
- анксиозни поремећаји,
- сексуалне дисфункције (импотенција, губитак жеље, аноргазмија, доживљај непривлачности),
- делиријум и други когнитивни поремећаји,
- суицидалне идеје, као последице недостатка породичне и социјалне подршке,
- поремећаји личности који узрокују проблеме у стањима екстремног стреса због неспособности доношења одлука, жалости, умањеног квалитета живота, духовна и религијска питања...[33]

## Терапијске методе у психоонкологији
У терапији онколошких болесника изузетно је важан правилно изграђен однос и поверење између стручњака за ментално здравље и пацијента, мултидисциплинарни (тимски) и мултимодални (разноврсни) приступ лечењу, са важном улогом психолога, а по потреби и психијатра, у свим фазама процене и лечења индивидуално припремљеном шемом према потребама болесника. Такође треба имати у виду да ће сам процес лечења умногоме зависити; од фазе болести, нивоа регресије болесника, присутности психијатријске симптоматологије и афекција породичног окружења.

### Психотерапија
Основни циљеви психотерапије у лечењу онколошких болесника су: 
- умањити отпор болесника према лечењу,
- одстранити актуелне конфликтне ситуације којима је болесник стално изложен, које могу значајно утицати на дијагностички и терапијски процес,
- разбити тенденцију ка дубљој регресији, пасивизацији и инфантилизацији,
- онколошког болесника активније поставити према проблемима садашњости и будућности и максимално могуће мотивисати га за лечење,
- научити болесника да се саживи са болешћу.

Углавном психотерапија укључује тимски приступ болеснику, кратку динамска психотерапију, когнитивно-бихевиоралну психотерапију, психоедукацију, супортивну психотерапију, опуштање (аутогени тренинг) и друге бројне комплементарне и алтернативне поступке који су се у пракси показали као корисни.

### Фармакотерапија
И поред велике преваленције психијатријских поремећаја код онколошких болесника, постоји јако мали број студија које детаљније истражиле употребу лекове у превенцији и лечењу ових поремећаја. Међутим бројна запажања клиничара указује на потребу и оправданост примене психофармакотерапије (анксиолитика, антидепресива и антипсихотика који појачавају норадренергички, серотонергички и допаминергичку неуротрансмисију) у онкологији за лечење поремећаја прилагођавања на болест, анксиозних и депресивних поремећаја, као и код стања након примене лекова који могу изазвати или опонашати анксиозност или депресију.
Код увођења психофармака пре лечења онколошких болесника потребно је проценити интензитет поремећаја, комобридитет, преморбидне црте личности и обавезно узети у обзир афекцију органа који је захваћен малигним процесом, интензитет присутног бола, врсту онколошке терапије и њена нежељена дејства, те могућност развоја метаболичког поремећаја.
У терапији депресивних поремећаја код онколошких болесника до сада је тестирано само неколико антидепресива (миансерин, флуоксетин, ребоксетин, миртазапин).
Депресија и анксиозност могу бити у спрези са имунским системом, односно цитокинима, што је доказано истраживањима у којиму су смањени симптоме депресије након терапије алфа-интерферона. Тако је недавно објављено да интеракције између CYP2D6-полиморфизама и примењених антидепресива може бити повезане са промењеном активношћу тамоксифена.
Антидепресиви код онколошких болесника могу помоћи и у ублажавању нежељених дејстава хемотерапије, (нпр несанице, смањења апетита), смањењу бола (јер делују аналгетски и појачавају деловање наркотика) и лечењу депресивне поремећаје (побољшавају спавање, апетит и енергију). Међутим, антидепресиви могу испољити дејство и преко простагландина, за који се зна да регулише сваку компоненту ћелијске микроанатомије и физиологије. Зато савршен антикарцинозни лек треба да инхибише стварање простагландина на начин који спречава патогенезу карцинома. Новија истраживања управо указују да антидепресиви поседују ова својства. Њихово имуностимулативно и антимикробно деловање може помоћи и у решавању инфекција насталих након хемотерапије или зрачења.